# Экемир, Агнета
Агнета Мари-Анн Экемир (Agneta Marie-Anne Eckemyr, 2 июля 1950, Карлсборг — 29 декабря 2018) — шведская актриса и модель, позднее дизайнер одежды.
Изначально модель, благодаря своей внешности получила ряд кино- и телевизионных ролей. Её фото появились в журнале Life вместе с фотографиями пяти полуфиналистов на роль Джеймса Бонда в фильме На секретной службе Её Величества (1969).
Вскоре после появления в 1974 году в семейной ленте Остров на вершине мира производства Disney, Экемир появилась на обложке и на страницах октябрьского номера Playboy за 1975 год в качестве Playboy Playmate.
После завершения кинокарьеры занялась дизайном одежды. Её самые последние разработки были представлены на Älskling, на Колумбус-Авеню в Нью-Йорке; в одном квартале от её квартиры с видом на Центральный парк.

## Фильмография
- 1971: Слепой — Пилар
- 1974: Остров на вершине мира — Фрея
- 1975: Lejonet och jungfrun — Дева
- 1977: Солянка по-кентуккийски — Минь Чоу (новелла «За пригоршню иен»)
- 1978: CHiPs эпизод Flashback! −1-я женщина в машине
- 1979: Зима убивает — Медсестра Один
- 1979: Дом Кристофера — Ханна
- 1980: Flygnivå 450 — Айно
- 1981: Olsson per sekund eller Det finns ingen anledning till oro — Ингер
- 1982: Brusten himmel — Марта